# 上林革命烈士纪念碑
上林革命烈士纪念碑，位于中国广东省肇庆市广宁县坑口镇上林村委，主要纪念大革命时期—解放战争时期烈士。2004年11月，列入广宁县文物保护单位。